# Кертис, Джон (энтомолог)
Джон Кертис (3 сентября 1791 — 6 октября 1862) — английский энтомолог и иллюстратор.

## Биография
В малолетнем возрасте потерял отца и воспитывался матерью. С детства увлекался растениями и насекомыми. В 17 лет пытался начать карьеру юриста и два года без особого желания занимался правом. Затем стал компаньоном и жил вместе с обеспеченным молодым землевладельцем Саймоном Вилкином, который тоже был увлечен энтомологией. Вместе с другими джентльменами они создали энтомологическое общество.
Кертис всю жизнь дружил с Александром Г. Халидеем и Френсисом Уокером.

## Избранные работы
- British Entomology. Первое издание
- A Guide to the Arrangement of British Insects. Второе издание, де-факто с соавторами, 1837.
- Farm Insects being the natural history and economy of the insects injurious to the field crops of Great Britain and Ireland with suggestions for their destruction Glasgow, Blackie, 1860

## Коллекции
Часть коллекции учёного хранится в Музее естественной истории в Дублине в Ирландии, а другая часть в Музее Виктории в Мельбурне в Австралии.